# Dantona congressa
Dantona congressa là một loài bướm đêm trong họ Noctuidae.